# Мадре де Диос (река)
Мадре де Диос (на испански: Rio Madre de Dios) е река в източната част на Перу, в регионите Куско и Мадре де Диос и северозападната част на Боливия, в департаментите Ла Пас и Пандо, ляв приток на Бени (лява съставяща на Мадейра, десен приток на Амазонка). Дължината ѝ е 1347 km, а площта на водосборния басейн – 125 287 km² (44,22% от водосборния басейн на Бени).
Река Мадре де Диос води началото си на 4384 m н.в., под името Сан Хуан, от северния склон в крайната западна част на планината Кордилера де Карабая, съставна част на Перуанските Централни Кордилери, в региона Куско. В горното си течение е типична планинска река, като с тясна и много дълбока долина пресича Перуанските Източни Кордилери. След устието на левия си приток Ману излиза от планините и до устието си, вече под името Мадре де Диос тече през най-южната част на Амазонската низина, като се превръща в голяма, широка и спокойна равнинна река със стотици меандри, течаща сред гъсти вечнозелени тропически гори. До устието на десния си приток река Хит тече на изток през перуанска територия, след което навлиза в Боливия и до устието си тече на североизток. Влива се отляво в река Бени (лява съставяща на Мадейра, десен приток на Амазонка) на 120 m н.в. при град Рибералта, като ширината ѝ надхвърля 1400 m.
Основни притоци: леви – Ману (356 km), Пиедрас (621 km); десни – Инамбари (437 km), Тампобата (402 km), Хит (217 km), Манурими (460 km). Пълноводието на река Мадре де Диос е през лятото, от декември до май, когато е сезонът на дъждовете. Средният годишен отток в долното течение е 6372 m³/s. Плавателна е за плитко речни съдове на 1000 km от устието, до река Ману. При устието на река Тампобата на нея е разположен град Пуерто Малдонадо, административен център на региона Мадре де Диос.